# Martin Leung

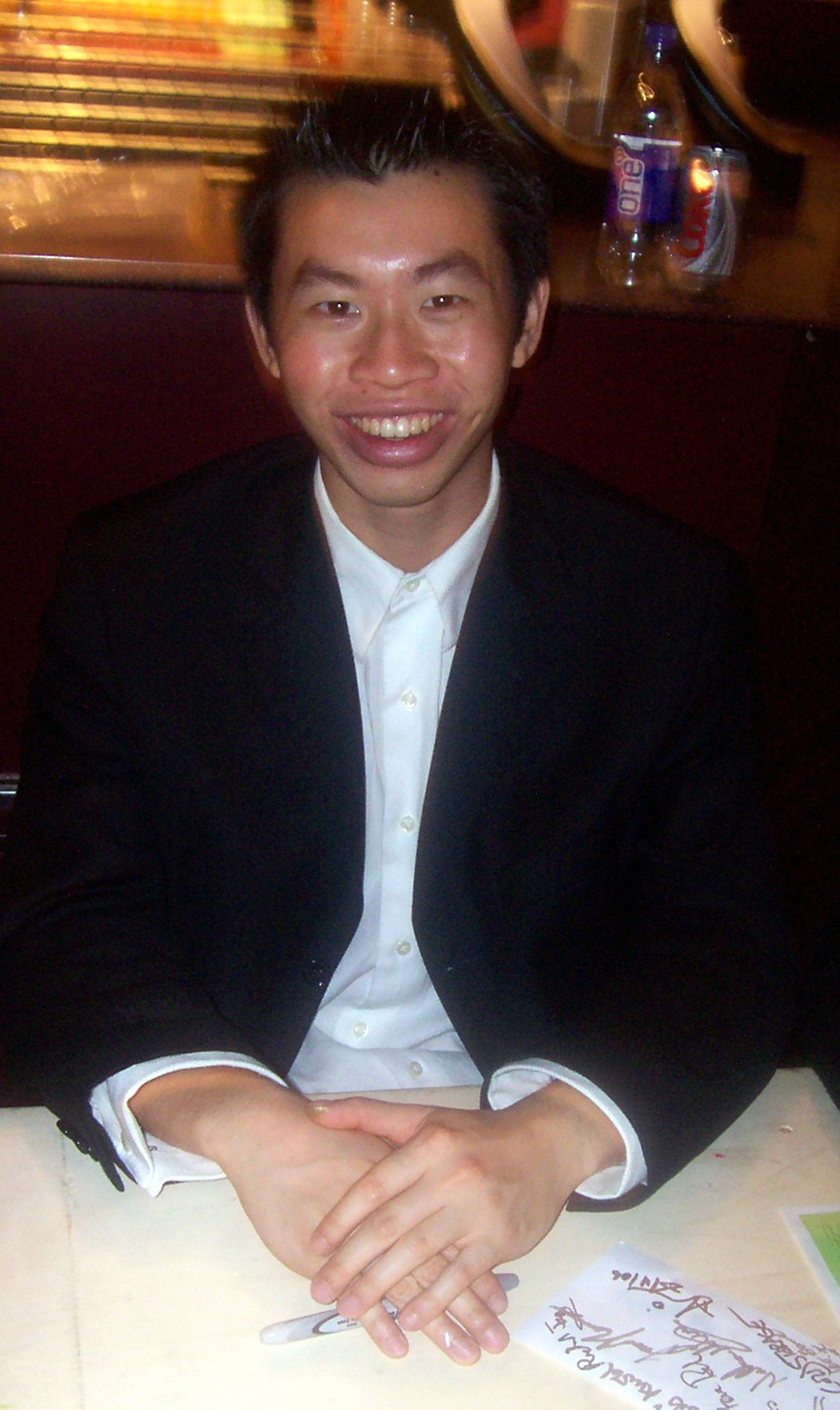
Martin Leung beim Londoner Video Games Live-Konzert

Martin Leung (* 18. Oktober 1986 in Hongkong), auch bekannt als The Video Game Pianist oder The Blindfolded Pianist (der Pianist mit der Augenbinde) ist ein Pianist, der internationale Bekanntheit durch das Spielen von Musik aus populären Videospielen erlangte.

## Leben
Leung wurde als Kind von japanischen und chinesischen Eltern geboren und zog mit drei Jahren nach Kalifornien. Er fing an, sich fürs Klavierspielen zu interessieren, als er seine Schwester spielen hörte, und begann mit dem Nachspielen einfacher Stücke. Seine Eltern  ließen ihn schließlich Klavierunterricht nehmen.
1998 und 2000 gewann er den Internationalen Liszt-Wettbewerb in Los Angeles und wurde 2002 Dritter beim Oberlin Piano Festival. 2003, mit 16 Jahren, trat Leung zum ersten Mal in der Carnegie Hall auf, wo er Mendelssohns 1. Klavierkonzert aufführte.
Erstmals im Jahr 2004 verband er seine  Vorlieben  Klavier und Videospiele  und erstellte ein Arrangement von der Titelmusik von Super Mario für Klavier. Das Video, das er zusammen mit einem Freund erstellt hatte, und auf dem er Super Mario mit verbundenen Augen spielte, wurde am 2. Juli 2004 auf eBaum’s World veröffentlicht.
Nach dem ersten Video, welches nach Leungs Schätzungen von mehr als 40 Millionen Menschen angesehen wurde, begann er, weitere Stücke aus Videospielen aufzuführen, unter anderem The Legend of Zelda, Sonic, Halo, Earthworm Jim und Final Fantasy. Als er weitere Videos mit Musik von Videospielen veröffentlichte, erschienen diese auch auf den Videodiensten iFilm, MSN Video, Google Video, Albino Blacksheep, YouTube und Muchosucko.
Im Februar 2005 wurde er von Tommy Tallarico eingeladen, bei dessen geplanter Tour Video Games Live zu spielen, nachdem dieser die Fähigkeiten und die wachsende Bekanntheit Leungs bemerkt hatte. Vorher wurde er von Tallarico gebeten, auf der Game Developers Conference 2005 zu spielen. Im Mai 2005 wurde er von BradyGames angestellt, um auf deren Stand bei der Spielemesse E3 zu spielen. Am 6. Juli 2005  bei seiner Premiere auf der Video Games Live, spielte er Klavierarrangements aus Final Fantasy, „Prelude“ und „One Winged Angel“, vor etwa 11.000 Fans im Hollywood Bowl. Darunter waren auch  Hideo Kojima, Kōji Kondō (per vorher aufgenommenem Video), Lorne Lanning, Yuji Naka, Martin O’Donnell und Ted Price.
Am 12. und 19. November 2006 führte er im Rahmen der Video Games Live in Brasilien noch einmal ein „Final Fantasy“-Medley sowie auch die Musik aus Super Mario Bros. (letzteres mit verbundenen Augen) in Rio de Janeiro und São Paulo auf.
Bei seinem Auftritt im Alamo Drafthouse in Austin, Texas am 13. Oktober 2005 wurde er vom Publikum zu 21 Zugaben aufgefordert.